# Neuburger Altrheine
Neuburger Altrheine este o arie protejată (arie de protecție specială avifaunistică — SPA) din Germania întinsă pe o suprafață de 108 ha, integral pe uscat.

## Localizare
Centrul sitului Neuburger Altrheine este situat la coordonatele 48°59′27″N 8°14′23″E / 48.9908°N 8.2397°E.

## Înființare
Situl Neuburger Altrheine a fost declarat arie de protecție specială avifaunistică în ianuarie 2004 pentru a proteja 20 de specii de animale.

## Biodiversitate
Situată în ecoregiunea continentală, aria protejată nu include niciun habitat protejat.
La baza desemnării sitului se află mai multe specii protejate de  păsări (20): lăcar mare (Acrocephalus arundinaceus), lăcar-de-rogoz (Acrocephalus schoenobaenus), pescăruș albastru (Alcedo atthis), Ardea purpurea purpurea, buhai de baltă (Botaurus stellaris stellaris), barză neagră (Ciconia nigra), erete de stuf (Circus aeruginosus), cristeiul de câmp (Crex crex), ciocănitoarea de stejar (Dendrocopos medius), ciocănitoare neagră (Dryocopus martius), Falco peregrinus peregrinus, frunzăriță galbenă (Hippolais icterina), Ixobrychus minutus minutus, sfrâncioc roșiatic (Lanius collurio), grelușel-de-zăvoi (Locustella luscinioides), Luscinia svecica cyanecula, viespar (Pernis apivorus), ciocănitoare verzuie (Picus canus), Rallus aquaticus aquaticus, pițigoi-pungar (Remiz pendulinus).